# William Wain
William Wain (døbt: Wilham Wain) (født 31. marts 1819 i Bolton, England, død 1. maj 1882 i København) var en engelsk-dansk ingeniør og maskinfabrikant, medgrundlægger af Burmeister & Wain.
Han kom i lære på en maskinfabrik i fødebyen og fuldendte læretiden i den nærliggende by Wigan. Som 20-årig blev han ansat som mester på en stor maskinfabrik i Norwich. Herefter tog han til London, hvor han straks opnåede en lignende mesterplads. Da denne fabrik lukkede, og N.E. Tuxen, en dansk premierløjtnant, på den danske marines vegne var i London, blev den arbejdsløse Wain engageret til det danske postvæsen. 
Som ansat i postvæsenet var han bl.a. i en tid beskæftiget på postbåden Gejser, der oprindelig var bygget som orlogsskib. Den overgik igen til marinen, og Wain fulgte med. Han havde allerede løst opgaver for marinen, idet han siden sin ankomst havde været praktisk ledende ved anlægget af det maskinværksted, der etableredes på Orlogsværftet.
I 1862 blev han underdirektør ved Orlogsværftet med kaptajnløjtnants rang. Wain var imidlertid også kommet i forbindelse med Baumgarten & Burmeisters Maskinetablissement, der bl.a. leverede maskinerne til flere skibe bygget på værftet.
Da Hans Heinrich Baumgarten i 1861 trak sig tilbage, blev Wain Carl Christian Burmeisters kompagnon. Som underdirektør for Orlogsværftet var han medlem af en regeringskommission, som bl.a. skulle kontrollere de arbejder, Burmeister & Wain leverede. Wain blev følgelig afskediget fra marinen, om end han fortsatte som særlig lønnet konsulent. I 1872 blev B & Ws Jærnskibsbyggeri omdannet til aktieselskab.
Wain udtog flere patenter, bl.a. på en flydedok, ligesom konstruktionen af Knippelsbro (bygget 1867-69) foregik efter nye principper, formuleret af Wain.
Wiliam Wain var gift to gange. Første gang i England med en datter af en kirkevinduesmaler. Efter hendes død giftede han sig med en datter af den fremtrædende frimurer, præsten C.H. Visby. I 1858 fik han dansk indfødsret. I 1871 blev han udnævnt til etatsråd og Dannebrogsmand, 1874 fik han Fortjenstmedaljen i guld, 1858 blev han Ridder af Dannebrog og fik i 1879 Dannebrogordenens Kommandørkors.
Han er begravet på Holmens Kirkegård.